# Mecánica celeste

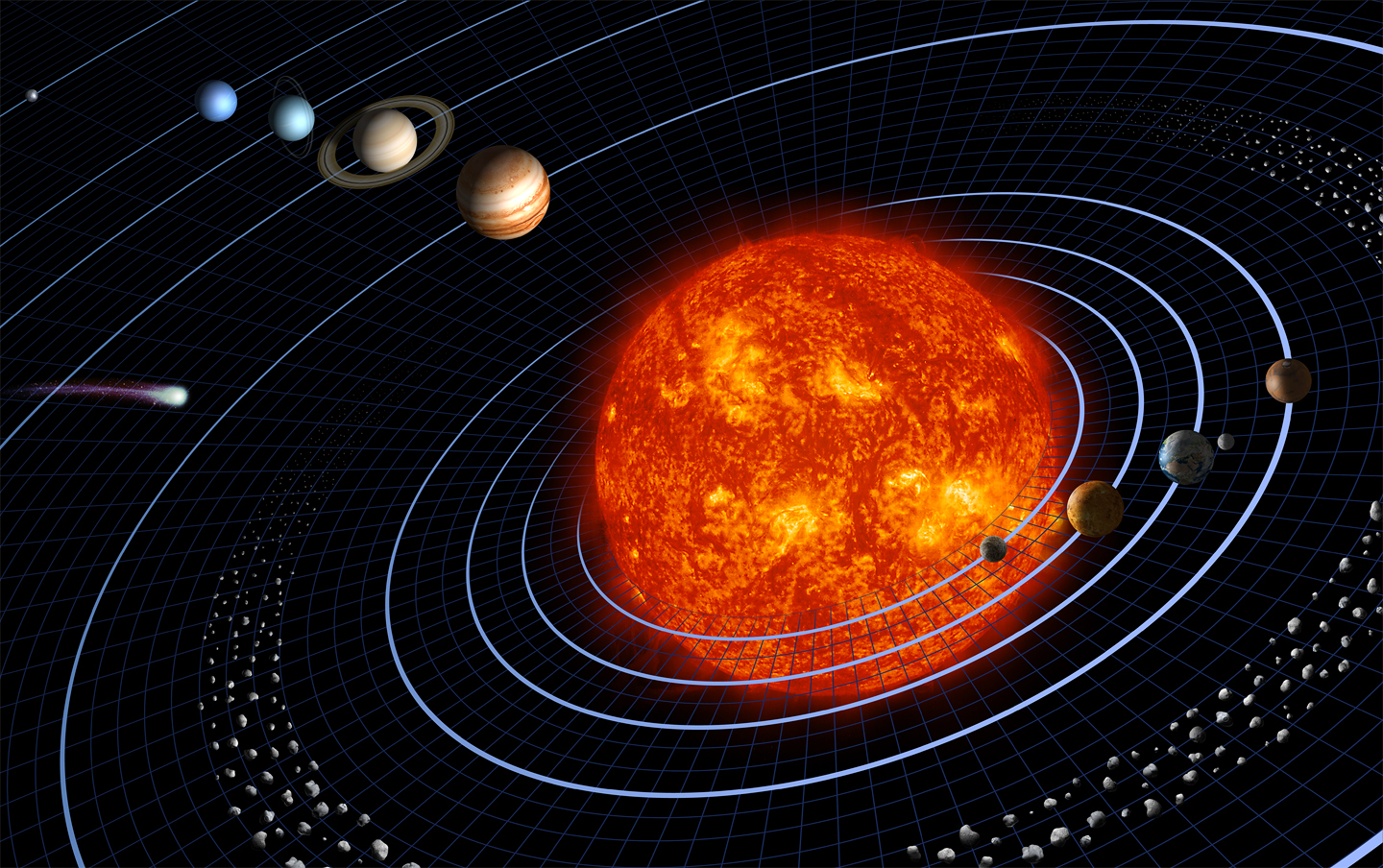
El sistema solar puede ser explicado con gran aproximación mediante la teoría clásica, concretamente, mediante las leyes de Newton y la ley de la gravitación universal de Newton. Solo algunas pequeñas desviaciones en el perihelio de mercurio que fueron descubiertas tardíamente no podían ser explicadas por las teoría de Newton y solo pudieron ser explicadas mediante la teoría de la relatividad general de Einstein.

La mecánica celeste es la rama de la astronomía y la mecánica que estudia los movimientos de los cuerpos celestes en virtud de los efectos gravitatorios que ejercen sobre ellos otros cuerpos masivos. Se aplican los principios de la física conocidos como mecánica clásica (ley de gravitación universal de Isaac Newton). 
Estudia el movimiento de dos cuerpos, conocido como problema de Kepler, el movimiento de los planetas alrededor del Sol, de sus satélites y el cálculo de las órbitas de cometas y asteroides. El estudio del movimiento de la Luna alrededor de la Tierra fue por su complejidad muy importante para el desarrollo de la ciencia. El movimiento extraño de Urano, causado por las perturbaciones de un planeta hasta entonces desconocido, permitió a Le Verrier y Adams descubrir sobre el papel al planeta Neptuno. El descubrimiento de una pequeña desviación en el avance del perihelio de Mercurio se atribuyó inicialmente a un planeta cercano al Sol hasta que Einstein la explicó con su teoría de la relatividad.

## Breve historia del desarrollo de la mecánica celeste

### Antigüedad
En los inicios de la mecánica celeste se encuentra la predicción del movimiento de los planetas, que originalmente no incluía a la Tierra, sino también al Sol y la Luna. Los primeros pueblos que dedujeron regularidades a partir de observaciones ya muy precisas de estos movimientos probablemente fueron en el tercer milenio antes de Cristo. Los habitantes de la Mesopotamia. Esto está registrado en textos cuneiformes posteriores de los babilonios y asirios, por ejemplo la tablilla de Venus de Ammisaduqa. Sus hallazgos también incluyen el descubrimiento de la regularidad en la ocurrencia de eclipses solares o lunares, lo que ahora se conoce como ciclo de Saros. Los egipcios también lo consiguieron en el tercer milenio antes de Cristo. Al observar las salidas helíacas de Sirio, se determinó que la duración del año era de 365,25 días, lo que duró en Europa hasta la introducción del calendario gregoriano en los tiempos modernos.
Los griegos dieron el siguiente gran paso al desarrollar métodos y modelos matemáticos. En el siglo III a. C., Eratóstenes utilizó métodos geométricos para determinar antes de Cristo, la circunferencia de la Tierra era de 252.000 estadios o 50 veces la distancia entre Alejandría y Asuán, es decir, 41.750 km, lo que estaba muy cerca del valor real (40.075 km en el ecuador). Hiparco en el siglo II a. C. calculó que la distancia de la Luna era de 30 diámetros de la Tierra (= 382.260 km), lo que también casi corresponde a la distancia media de 385.000 km medida hoy. Además, basándose en una comparación con mediciones más antiguas, Hiparco descubrió la precesión del equinoccio de primavera , un fenómeno causado por la oscilación del eje de la Tierra a lo largo de más de 25.000 años.

### Johannes Kepler
Johannes Kepler (1571–1630) fue el primero en integrar estrechamente la astronomía geométrica predictiva, que había sido dominante desde Ptolomeo en el siglo II hasta Copérnico, con conceptos físicos para producir una Nueva astronomía, basada en causas, o física celeste en 1609.  Su trabajo condujo a las leyes modernas de las órbitas planetarias, que desarrolló utilizando sus principios físicos y apoyándose en las observaciones del movimiento de Marte  realizadas por Tycho Brahe. El modelo de Kepler mejoró enormemente la precisión de las predicciones del movimiento planetario, años antes de que Isaac Newton desarrollara su ley de la gravitación en 1686.

### Isaac Newton
Isaac Newton introdujo la idea de que el movimiento de los objetos en el cielo, como los planetas, el Sol, la Luna, y el movimiento de objetos en la Tierra, como las manzanas que caen de un árbol, podría describirse por las mismas leyes de la física. En este sentido él unificó la dinámica celeste y terrestre por eso su Ley de gravitación se llama Universal.
Usando la ley de Newton de gravitación, se pueden demostrar las leyes de Kepler. Esta demostración es fácil para el caso de una órbita circular y más difícil para las órbitas elípticas, parabólicas e hiperbólicas. En el caso de la órbita de dos cuerpos aislados, por ejemplo el Sol y la Tierra, encontrar la situación en un momento posterior, conociendo previamente la posición y velocidad de la Tierra en un momento inicial, se conoce como el (problema de los dos cuerpos) y está totalmente resuelto, es decir, hay un conjunto de fórmulas que permiten hacer el cálculo. 

### Joseph-Louis Lagrange
Después de Newton, Lagrange (25 de enero de 1736–10 de abril de 1813) intentó resolver el problema de los tres cuerpos, analizó la estabilidad de las órbitas planetarias y descubrió la existencia de los puntos lagrangianos.  Lagrange también reformuló los principios de la mecánica clásica, haciendo más hincapié en la energía que en la fuerza y desarrollando un método de mecánica lagrangiana para utilizar una única ecuación de coordenadas polares para describir cualquier órbita, incluso las parabólicas e hiperbólicas. Esto es útil para calcular el comportamiento de planetas y cometas.  Más recientemente, también se ha convertido en útil para calcular trayectorias de naves espaciales.

### Simon Newcomb
Simon Newcomb (12 de marzo de 1835–11 de julio de 1909) fue un astrónomo canadiense-estadounidense que revisó la tabla de posiciones lunares de Peter Andreas Hansen.  En 1877, ayudado por George William Hill, recalculó las principales constantes astronómicas. Después de 1884, concibió con A. M. W. Downing un plan para resolver gran parte de la confusión internacional sobre el tema. Cuando asistió a una conferencia de normalización en París, Francia, en mayo de 1886, el consenso internacional era que todas las efemérides debían basarse en los cálculos de Newcomb. En 1950, otra conferencia confirmó que las constantes de Newcomb eran la norma internacional.

### Albert Einstein
Albert Einstein (14 de marzo de 1879–18 de abril de 1955) explicó la anómala precesión del perihelio de Mercurio en su artículo de 1916 The Foundation of the General Theory of Relativity.  Esto llevó a los astrónomos a reconocer que la mecánica newtoniana no proporcionaba la máxima precisión. Se han observado pulsares binarios, el primero en 1974, cuyas órbitas no sólo requieren el uso de la Relatividad General para su explicación, sino que su evolución prueba la existencia de radiación gravitatoria, descubrimiento que le valió el Premio Nobel de Física de 1993.

### Problemas de múltiples cuerpos
Si el número de cuerpos implicados es tres o más el problema no está resuelto. La solución del problema de los n-cuerpos (que es el problema de encontrar, dado las posiciones iniciales, masas, y velocidades de n cuerpos, sus posiciones para cualquier instante) no está resuelto por la mecánica clásica. Solo determinadas simplificaciones del problema tienen solución general. 
Los movimientos de tres cuerpos se pueden resolver en algunos casos particulares. El movimiento de la Luna influido por el Sol y la Tierra refleja la dificultad de este tipo de problemas y ocupó la mente de muchos astrónomos durante siglos.

## Determinación de órbitas
La mecánica celeste se ocupa de calcular la órbita de un cuerpo recién descubierto y del que se tienen pocas observaciones; con tres observaciones ya se puede calcular los parámetros orbitales. Calcular la posición de un cuerpo en un instante dado conocida su órbita es un ejemplo directo de mecánica celeste. Calcular su órbita conocidas tres posiciones observadas es un problema mucho más complicado.
La planificación y determinación de órbitas para una misión espacial interplanetaria también es fruto de la mecánica celeste. Una de las técnicas más usadas es utilizar el tirón gravitatorio para enviar a una nave a otro planeta cuando el combustible del cohete no hubiera permitido tal acción. Se hace pasar a la nave a una corta distancia de un planeta para provocar su aceleración.

### Mecánica de los movimientos planetarios
Kepler también hizo consideraciones detalladas sobre el hecho de que estos movimientos estaban determinados por una influencia constante del sol. Sin embargo, el salto a la teoría física, en la que los movimientos orbitales podrían haberse derivado matemáticamente a partir de simples afirmaciones sobre las fuerzas que actúan entre los cuerpos, aún no estaba completo. Esto sólo lo logró Isaac Newton, quien no sólo formuló el mecanismo de la gravedad en su obra Philosophiae Naturalis Principia Mathematica (“Principios matemáticos de la filosofía natural”), publicada en 1687, sino que también proporcionó las herramientas mediante el desarrollo del cálculo infinitesimal (que llamó cálculo de fluxión ), con el que se podían calcular los movimientos resultantes de su ley de gravedad. Según estos cálculos, las leyes de Kepler sólo son exactamente válidas si la observación se limita a sólo dos cuerpos celestes, por ejemplo Sol y un planeta. Incluso para las irregularidades del movimiento de la luna, tuvo que tener en cuenta las fuerzas de la Tierra y del Sol. Los Principia Mathematica siguieron siendo la obra estándar definitiva sobre la mecánica celeste y la mecánica en general hasta finales del siglo XVIII.
La ley de gravedad de Newton hizo posible calcular las posiciones de los planetas con mucha más precisión que antes. Fue posible atribuir las desviaciones de las órbitas de Kepler, conocidas como perturbaciones orbitale , a la atracción de otros planetas. Más tarde, en el siglo XIX, se hizo famoso que se podía concluir la existencia de otro planeta desconocido a partir de las perturbaciones orbitales de Urano y se podía calcular su posición aproximada (ver descubrimiento de Neptuno a continuación).
Siguiendo a Newton, su teoría fue aplicada, desarrollada y refinada. A principios del siglo XVIII, Edmond Halley pudo llegar a la conclusión, mediante el estudio de las trayectorias de los cometas , de que varios de los cometas observados hasta el momento no eran fenómenos aislados, sino la aparición periódica de un mismo cometa, el cometa Halley, que lleva su nombre. Predijo con éxito su aparición a finales del año 1758/1759. En el desarrollo y perfeccionamiento de los instrumentos mecánicos celestes, que fueron de la mano con los avances de las matemáticas, los matemáticos Euler, Clairaut y d'Alembert hicieron contribuciones significativas a través de sus trabajos sobre el problema de los tres cuerpos, el cálculo de perturbaciones y la teoría lunar. Los hallazgos de este período se resumieron en la monumental obra Traité de mécanique céleste de Pierre-Simon Laplace. 
El siguiente gran paso se produjo en relación con el descubrimiento del planeta enano Ceres. El objeto fue descubierto por Giuseppe Piazzi el 1 de enero de 1801 y rastreado durante algunas semanas, luego desapareció detrás del sol y no pudo ser encontrado a pesar de grandes esfuerzos. A partir de septiembre, Carl Friedrich Gauß se dedicó al problema y adoptó un enfoque completamente nuevo para el cálculo de la órbita: encontrar la elipse de Kepler que mejor se correspondiera con las observaciones disponibles, sin hacer suposiciones sobre la forma y la posición de la órbita. Esta tarea de valor extremo de minimizar errores se conoce ahora como el método de mínimos cuadrados y tiene innumerables aplicaciones fuera de la mecánica celeste. Según los cálculos de Gauss, Franz Xaver von Zach volvió a encontrar Ceres en diciembre de 1801.
Un nuevo avance en los métodos de la mecánica celeste resultó de desviaciones inicialmente inexplicables en la posición del planeta Urano, descubierto en 1781, de la órbita previamente determinada (como ya se mencionó anteriormente). Después de cuestionar inicialmente la calidad de las observaciones más antiguas, considerar desviaciones de la ley de gravedad de Newton e investigar posibles perturbaciones causadas por una hipotética luna de Urano, a partir de 1840 prevaleció la opinión de que sólo las perturbaciones causadas por un planeta no descubierto previamente permitirían explicar satisfactoriamente las observaciones. Surgió entonces un complejo problema de la teoría de la perturbación “inversa”, en la que la posición del cuerpo perturbador debía deducirse de las perturbaciones observadas. Casi al mismo tiempo, Urbain Le Verrier y John Couch Adams se propusieron solucionarlo y llegaron a los primeros resultados en 1845, que, sin embargo, no recibieron ninguna atención individualmente. Sólo cuando George Biddell Airy, astrónomo real de Greenwich en ese momento, notó la coincidencia aproximada de los resultados de Le Verrier y Adams, inició una búsqueda. Mientras tanto, Le Verrier había pedido al astrónomo alemán Johann Gottfried Galle que buscara el planeta sospechoso en la posición calculada. El 23 de septiembre de 1846, Galle pudo encontrar casi inmediatamente una estrella no registrada a una distancia de solo un grado de arco de la predicción, que pronto resultó ser un planeta debido a su movimiento: el recién descubierto planeta Neptuno. 

## Ejemplos de problemas
El problema de tres o más cuerpos no es un problema teórico sino que la naturaleza está llena de ellos, lo que nunca se da en la naturaleza es el problema de dos cuerpos que es una situación irreal que no se produce. Algunos ejemplos:
- Movimiento de Alfa Centauri C bajo la acción de la estrella binaria, Alfa Centauri (dos componentes de aproximadamente la misma masa).
- Movimiento de una sonda espacial aproximándose a un planeta doble, por ejemplo Plutón con su luna Caronte (la proporción de masa 0,147).
- El movimiento de la nave Apolo 1 en su viaje a la Luna, sometida a la atracción de la Tierra y la Luna.
- Órbita de un planeta, por ejemplo Mercurio, alrededor del Sol y sometido a la acción de todos los demás planetas.

### Nuevos interrogantes
Finalmente, la mecánica celeste contemporánea se caracteriza tanto por nuevas posibilidades como por nuevos interrogantes o problemas. Por un lado, surgieron nuevas oportunidades gracias al uso de ordenadores y, por tanto, a un enorme aumento de la potencia informática disponible. Los problemas que antes habrían requerido años de computación ahora se pueden resolver con gran precisión en minutos. El rendimiento de los telescopios modernos, que ha aumentado en órdenes de magnitud y la disponibilidad de instrumentos en el espacio, ahora hacen visibles fenómenos mecánicos celestes completamente nuevos, como los exoplanetas y sus órbitas. Problemas que antes sólo podían abordarse de forma rudimentaria, como la cuestión de la estabilidad del sistema solar, la dinámica del desarrollo de los sistemas planetarios o la formación y colisiones de galaxias enteras , ahora pueden simularse con ordenadores potentes.

## La teoría de perturbaciones
La teoría de perturbaciones comprende métodos matemáticos que se usan para encontrar una solución aproximada a un problema que no puede resolverse exactamente, empezando con la solución exacta de un problema relacionado. Así, en el caso del planeta alrededor del Sol, se puede considerar que se trata de un problema de dos cuerpos (su movimiento es una elipse) y tratar la acción de los demás cuerpos como perturbaciones a esa elipse encontrada que causarán variaciones de la excentricidad, oscilaciones del plano de la órbita que hará variar la posición del nodo, o el giro del eje mayor de la órbita que hará variar el perihelio. 
Para todos los planetas estas variaciones calculadas se adaptaban a las observadas, excepto para el caso de Mercurio donde había un exceso en el giro del perihelio que no tenía explicación. El descubrimiento de esta pequeña desviación en el avance del perihelio de Mercurio se atribuyó inicialmente a un planeta cercano al Sol, hasta que Einstein la explicó con su teoría de la relatividad. 

### Perturbaciones inversas
Saber la perturbación que causa un cuerpo conocido sobre otro cuerpo, por ejemplo la acción de Júpiter sobre la órbita de Urano, es un tema de perturbaciones directas. Al aplicar todas las perturbaciones de los cuerpos conocidos a la órbita de Urano, quedaba un residuo sin explicar. Se pensó que se debían a un cuerpo desconocido: en este caso, se veía el efecto, pero se desconocía la masa y posición del causante.
El movimiento extraño de Urano, causado por las perturbaciones de un planeta hasta entonces desconocido, permitió a Le Verrier y Adams descubrir al planeta Neptuno mediante cálculos. Descubrir la órbita, masa y posición del cuerpo que causaba la perturbaciones en la órbita de Urano es un caso de perturbación inversa, y es mucho más complicado que el problema habitual.

## Relatividad general
Después de que Einstein explicara la precesión anómala del perihelio de Mercurio, los astrónomos reconocieron que existen limitaciones a la exactitud que puede proporcionar la mecánica newtoniana.
La nueva visión de la mecánica y de la gravitación de Einstein es utilizada solo en ciertos problemas específicos de la mecánica celeste dado que, en la mayoría de los problemas que aborda esta disciplina, sigue siendo suficientemente precisa la mecánica newtoniana.
Entre los temas que requieren el concurso de la relatividad general están, por ejemplo, las órbitas de los púlsares binarios, cuya evolución sugiere la existencia de la radiación gravitacional. La teoría de Einstein predice las ondas gravitacionales, cuya primera observación directa se logró el 14 de septiembre de 2015; los autores de la detección fueron los científicos del experimento LIGO.
Algunas teorías postulan también la existencia de una partícula, el gravitón, responsable de mediar la fuerza gravitacional, tal como sucede en la física de partículas con las otras tres fuerzas fundamentales.